# リサーチQ
リサーチQは、インターネットを用いたテレビ番組視聴質調査システムの名称であり、パソコンと携帯電話から参加することができる。
テレビ朝日と慶應義塾大学環境情報学部熊坂研究室が共同で開発・運営していた。

## 概要
1997年4月、テレビ朝日マーケティング室（当時）と慶應義塾大学環境情報学部熊坂研究室による共同プロジェクトとして立ち上げた。当時のマーケティング部員と慶應義塾大学講師（当時）新井範子が出会い「インターネットとテレビの組み合わせで何かできないか」と話し合ったことが発端である。
過去の視聴質論争では質を計る尺度をどう作るかが問題になったが、消費者行動などを専門とする新井の協力で、番組視聴者の感じ方を「期待度」「満足度」「集中度」「継続度」の4要素へと絞り込むことに成功した。後に「継続度」は「満足度」と相関が深いとして削除されている。「リサーチQ」では番組ごとの回答率に「満足度」を掛け合わせた「総満足量」が算出されている。例えば『トリック』（テレビ朝日）は『トリビアの泉 〜素晴らしきムダ知識〜』（フジテレビ）に回答率では及ばないが満足度では上回り総満足度を算出すると両者の差がかなり縮まるとしている。
また、調査データの即時性や調査コストなどの問題もインターネットの活用によりかなり解消された。

## 註
1. 1 2 3 4 5 6  『放送批評の50年』765頁。
2. ↑  『放送批評の50年』766頁。